# Krenoterapia
Krenoterapia – kuracja wodami leczniczymi stosowana w lecznictwie uzdrowiskowym. Polega na przyjmowaniu określonej objętości wody leczniczej od 1 do 3 razy dziennie, zgodnie z zaleceniami lekarza.  Kuracja pitna wpływa na organizm dzięki składowi chemicznemu, ilości wody oraz temperaturze jej podawania.